# The Anthology... So Far
Albums de Ringo Starr
I Wanna Be Santa Claus
(1999) King Biscuit Flower Hour Presents Ringo and His New All-Starr Band
(2002)
The Anthology… So Far est une compilation de chansons live de Ringo Starr, avec ses différents All-Starr Band. Les chansons viennent des premiers All-Starr Band de 1989, 1993 et 1995, accompagnées d'autres pièces inédites datant des tournées de 1995, 1997 et 2000. Il s'agit d'un triple album ayant une durée totale de trois heures et demie. On peut y entendre, selon le principe du All-Starr Band, outre des chansons de Ringo et des Beatles, des titres d'autres groupes, dont les Who, Cream et Free entre autres.

## Liste des pistes
Les artistes qui interprètent les chansons autre que Ringo Starr sont identifiés en gras. 
Disque 1
1. It Don't Come Easy (Richard Starkey) – 3:15
2. The No-No Song (Hoyt Axton/David Jackson) – 3:31
3. Iko Iko - Dr. John (Rosa Lee Hawkins/Barbara Ann Hawkins/Joan Marie Johnson/James Crawford) – 6:09
4. The Weight - Levon Helm (Robbie Robertson) – 5:58
5. Shine Silently - Nils Lofgren (Nils Lofgren/Dick Wagner) – 6:46
6. Honey Don't (Carl Perkins) – 2:44
7. Quarter To Three - Clarence Clemons (Frank Guida/Eugene Barge/Joseph Royster/Gary Anderson) – 3:54
8. Raining in My Heart - Rick Danko (Buddy Holly) – 5:20
9. Will It Go Round in Circles - Billy Preston (Billy Preston) – 4:22
10. Life in the Fast Lane - Joe Walsh (Joe Walsh/Glenn Frey/Don Henley) – 6:47
11. Desperado - Joe Walsh (Don Henley/Glenn Frey) – 2:59
12. Norwegian Wood (John Lennon/Paul McCartney) – 2:54
13. Walking Nerve - Nils Lofgren (Nils Lofgren) – 4:28
14. Boris the Spider - John Entwistle (John Entwistle) – 2:41
15. Some Kind of Wonderful - Mark Farner  (John Ellison (en)) (uniquement sur la version américaine) - 4:54
16. You're Sixteen (Richard Sherman/Bob Sherman (en)) – 3:15
17. Photograph (Richard Starkey/George Harrison) – 4:22

Disque 2
1. The Really "Serious" Introduction - Quincy Jones  – 2:01
2. I'm the Greatest (John Lennon) – 3:30
3. Don't Go Where the Road Don't Go (Richard Starkey/Johnny Warman/Gary Grainger) – 4:28
4. I Can't Tell You Why - Timothy B. Schmit  (Don Henley/Glenn Frey/Timothy B. Schmit) – 5:09
5. Girls Talk - Dave Edmunds  (Elvis Costello) – 3:31
6. People Got to Be Free - Felix Cavaliere (en)  (Felix Cavaliere/Eddie Brigati (en)) – 4:53
7. Groovin' - Felix Cavaliere  (Felix Cavaliere/Eddie Brigati) – 4:58
8. Act Naturally (Voni Morrison/Johnny Russell) – 2:41
9. Takin' Care of Business - Randy Bachman  (Randy Bachman) – 7:37
10. You Ain't Seen Nothin' Yet - Randy Bachman  (Randy Bachman) – 3:45
11. In the City - Joe Walsh  (Joe Walsh/Barry DeVorzon) – 4:55
12. Bang the Drum All Day - Todd Rundgren  (Todd Rundgren) – 3:34
13. Black Maria - Todd Rundgren  (Todd Rundgren) – 5:32
14. American Woman - Burton Cummings  (Burton Cummings/Randy Bachman/Gary Peterson/Michael Cale) – 5:59
15. Weight of the World (Brian O'Doherty/Fred Velez) – 3:36
16. Back Off Boogaloo (Richard Starkey) – 3:19

Disque 3
1. Yellow Submarine (John Lennon/Paul McCartney) – 3:31
2. Show Me the Way - Peter Frampton  (Peter Frampton) – 5:06
3. Sunshine of Your Love - Jack Bruce  (Jack Bruce/Pete Brown/Eric Clapton) – 7:46
4. I Hear You Knocking - Dave Edmunds  (Pearl King/Dave Bartholomew) – 2:58
5. Shooting Star - Simon Kirke  (Paul Rodgers) – 6:02
6. Boys (Luther Dixon/Les Farrell) – 2:41
7. Baby, I Love Your Way - Peter Frampton  (Peter Frampton) – 5:12
8. A Salty Dog - Gary Brooker  (Gary Brooker/Keith Reid) – 4:45
9. I Feel Free - Jack Bruce  (Jack Bruce/Pete Brown) – 3:37
10. All Right Now - Simon Kirke  (Paul Rodgers) – 4:37
11. I Wanna Be Your Man (John Lennon/Paul McCartney) – 3:09
12. A Whiter Shade of Pale - Gary Brooker  (Gary Brooker/Keith Reid) – 6:20
13. Hungry Eyes - Eric Carmen  (John DeNicola (en)/Franke Previte (en)) – 3:50
14. All by Myself - Eric Carmen  (Eric Carmen, Sergueï Rachmaninov) – 7:42
15. With a Little Help from My Friends (John Lennon/Paul McCartney) – 5:24